# 許蘭洲

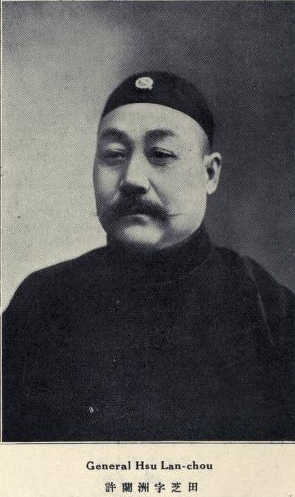
《中國名人錄》第三版，1925年

許蘭洲（1872年—1951年1月14日），字芝田，直隷省冀州南宮县人，民国初年奉系军事将领，下野後推廣武術，對國術的推廣作出貢獻。

## 生平

### 清末民初的活動
許蘭洲毕业于湖南陸軍学堂。1895年（光緒21年），入袁世凱的新建陸軍督練处。1901年（光緒27年）11月，軍機大臣荣禄下命令，称其与太监毆鬥致数人負傷，乃转至袁世凯手下营官。又因为牵涉其他傷害事件，許蘭洲乃转入張勳手下。
1908年（光緒34年），被任命为黑龙江巡防营第2路統領。因讨伐土匪的功績，升任黑龍江省巡防統領，但是1909年（宣統元年）因軍紀不良而被罷免。1911年（宣統3年）10月，黑龙江巡撫宋小濂再度起用其为巡防隊統領官。
1913年（民国2年），升任黑龙江省陸軍第2混成旅旅長，授陆军少将。翌年，因讨伐馬賊立下軍功，被任命为黑龙江省陸軍暫編第1師師長，获授陸軍中将。袁世凱称帝的1915年（民国4年）12月，获封三等男。1916年（民国5年）5月，袁世凱取消帝制前後的混乱局面下，許蘭洲使用军事压力迫使黑龙江将軍朱慶瀾下野。許蘭洲随即暫署黑龙江将軍，不久畢桂芳出任黑龙江将軍（後改为督軍）。
1917年（民国6年）2月，許蘭洲升任黑龍江陸軍第1師師長。同年6月，乘北京政府混乱之机，許蘭洲以军事压力迫使畢桂芳下野。許蘭洲自任督軍兼省長。由于受到省内各阶層反对，許蘭洲被迫辞任。

### 奉军中的活动

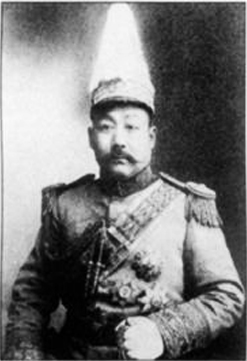
任黑龍江陸軍第1師師長时的許蘭洲

1918年（民国7年），許蘭洲被張作霖任命为攝陝奉軍司令。此後，1920年（民国9年）任東三省巡閲使署参謀長，1922年（民国11年）任東北騎兵第1師師長（騎兵集团司令）。同年4月参加第一次直奉战争，遭直系军队包围，军队被歼灭。
民国12年（1923年），任東北陸軍整理处顧問。1924年（民国13年）9月，任鎮威軍第6軍軍長，同江蘇省、浙江省方面的直系军队作战。1927年（民国16年），任安国軍大元帥府侍从武官長。1928年（民国17年）6月張作霖在皇姑屯事件中身亡後，許蘭洲引退，迁居天津。後来，曾任北京紅十字会会長、天津的河北国術館館長等职务。

### 推广国术
寓居天津期间，許蘭洲担任河北省慈善会第一任会长。在天津，許蘭洲聘李書文担任武术教师，聘李書文的徒弟霍殿阁为許蘭洲公寓的镖师，这师徒二人均习八极拳和六和大枪。1928年，許蘭洲捐资在天津创办了河北国术馆，馆址设在天津市锦衣卫大街（今天津市河北区小关一带），許蘭洲任馆长，高虎臣任副馆长，许家福任教务主任，李书文任国术馆总教练，许家福、许家禄、李萼堂等人担任总教习。河北国术馆每三年为一期，共举办了三期。1931年，河北国术馆迁至北平中南海万善殿东跨院，1937年七七事变后解散。1937年国术馆解散之后，許蘭洲住北平西单白庙胡同。
1951年1月14日，許蘭洲在北京病逝。享年80岁。

## 家庭
許蘭洲育有四子許家福、許家禄、許家禎、許家祥，皆精通武術。